# Die Damen und Herren Daffke
Die Damen und Herren Daffke, kurz  Die Daffkes genannt, sind ein deutsches Chanson-Ensemble bestehend aus den Sängerinnen Franziska Hiller und Friederike Kühl, den Sängern Kurt Kuhfeld und Markus Paul sowie dem Pianisten Ilan Bendahan Bitton. Sie haben sich 2014 als Die Damen und Herren Kranzler in Rostock gegründet und heißen seit 2018 Die Damen und Herren Daffke. Nahezu alle Komponisten aus den Programmen der Daffkes waren jüdischer Herkunft, die Aufführung ihrer Werke trägt zur Erinnerungskultur bei.

## Geschichte
Die fünf Musikerinnen und Musiker, die in Leipzig, Berlin und Cottbus leben, lernten sich an der Hochschule für Musik und Theater Rostock kennen. Aus einer Schnapsidee und der Liebe zur Musik von Max Raabe entstand 2014 erstmalig ein Sommerprojekt, in dem das erste Bühnenprogramm mit dem Titel Von hysterischen Ziegen und anderen Nachtgespenstern (Programmtitel und Regie Stephan Jöris) in den Heimatorten der Daffkes aufgeführt wurde. 2015 folgte dann ihr zweites Bühnenprogramm Das gibt’s nur einmal, das kommt nicht wieder! – Lieder und Chansons aus dem Exil (Programmtitel und Regie Maria Husmann-Hein).
Die Daffkes haben sich zur Aufgabe gemacht, eine lebendige Erinnerungskultur zu fördern. Ihre Programme sind nie reine Unterhaltungsprogramme, sondern beinhalten immer einen politischen Teil. Sie wurden zwei Jahre in Folge in das Kulturprogramm des Zentralrats der Juden in Deutschland aufgenommen, um ihre Programme in vielen Jüdischen Gemeinden Deutschlands zu präsentieren. Über ihren Auftritt in der Israelitischen Kultusgemeinde München machte die Journalistin Yvonne Unger einen Beitrag, der im Rahmen der wöchentlichen Sendung Schalom beim Deutschlandfunk gesendet wurde.

## Repertoire/Stil
Die Daffkes führen überwiegend Musik aus den 1920er Jahren auf. In ihrem neuen Programm setzen sie auch musikalische Akzente mit Stücken aus anderen Epochen. Die Live-Programme bestehen aus Solostücken und Ensembles. Die Ensembles sind Auftragsarrangements von Franns von Promnitz oder Eigenarrangements des Ensemble-Mitglieds Kurt Kuhfeld.

## Programme
- 2014: Von hysterischen Ziegen und anderen Nachtgespenstern (damals noch als „Die Damen und Herren Kranzler“)[5]
- 2015: Das gibt’s nur einmal, das kommt nicht wieder! – Lieder und Chansons aus dem Exil[6]
- 2021: Wie werde ich reich und glücklich? – Ein musikalischer Handlungsvorschlag[7]

## Gastspiele
- Festspiele Mecklenburg-Vorpommern[8]
- Volksbühne Berlin (im Rahmen von Christoph Heins Buchpremiere seines Romans Verwirrnis)
- Rheingau Musik Festival[9]
- Gewandhaus zu Leipzig
- Volkstheater Rostock[10]
- Staatstheater Cottbus[11]

## Wanderbühne
2021 entstand die Idee, aufgrund der damaligen Situation eine Wanderbühne zu bauen, um open-air im ländlichen Raum Konzerte zu spielen. In Franziskas Familienbesitz ist ein Barkas B 1000, der mit viel Liebe und Engagement eigenständig zu einer Wanderbühne umgebaut wurde. Es entstanden die sogenannten Klappstuhl-Konzerte – Wir kommen mit der Bühne, ihr mit eurem Klappstuhl, worüber der NDR einen TV-Beitrag im Nordmagazin gesendet hat.

## Preise und Auszeichnungen
- 2017: Publikumsliebling der Carte-Blanche-Konzerte des Grand Hotel Heiligendamm[13]